# Биркиани
Биркиани (груз. ბირკიანი) — селение в Ахметском муниципалитете, Кахетия, Грузия.
Расположено на берегу реки Алазани в Панкисском ущелье. Севернее расположен заповедник Бацара, а южнее — село Джоколо.

## История
Считается что село основано тушинами. К середине 20 века его населяли 150 семейств, из них 60 семейств составляли чеченцы (кистинцы) — в основном выходцы из соседних кистинских сёл.